# Carlo Casap
Carlo Casap (sinh ngày 29 tháng 12 năm 1998) là một cầu thủ bóng đá người România thi đấu ở vị trí tiền vệ cho FC Viitorul Constanța.

## Thống kê sự nghiệp

### Câu lạc bộ
Tính đến 18 tháng 3 năm 2017
| Câu lạc bộ          | Mùa giải            | Giải vô địch | Giải vô địch | Cúp     | Cúp       | Cúp Liên đoàn | Cúp Liên đoàn | Châu Âu | Châu Âu   | Khác    | Khác      | Tổng cộng | Tổng cộng | Tổng cộng |
| Câu lạc bộ          | Mùa giải            | Số trận      | Bàn thắng    | Số trận | Bàn thắng | Số trận       | Bàn thắng     | Số trận | Bàn thắng | Số trận | Bàn thắng | Số trận   | Bàn thắng |           |
| ------------------- | ------------------- | ------------ | ------------ | ------- | --------- | ------------- | ------------- | ------- | --------- | ------- | --------- | --------- | --------- | --------- |
| Viitorul Constanța  | 2014–15             | 1            | 1            | –       | –         | –             | –             | –       | –         | –       | –         | 1         | 1         |           |
| Viitorul Constanța  | 2015–16             | 2            | 1            | –       | –         | 2             | 0             | –       | –         | –       | –         | 4         | 1         |           |
| Viitorul Constanța  | 2016–17             | 8            | 2            | 1       | 0         | 1             | 0             | 2       | 0         | –       | –         | 12        | 2         |           |
| Tổng cộng           | Tổng cộng           | 11           | 4            | 1       | 0         | 3             | 0             | 2       | 0         | –       | –         | 17        | 4         |           |
| Tổng cộng sự nghiệp | Tổng cộng sự nghiệp | 11           | 4            | 1       | 0         | 3             | 0             | 2       | 0         | –       | –         | 17        | 4         |           |

## Danh hiệu

### Câu lạc bộ
Viitorul Constanța
- Liga I: 2016–17